# آمونیم تیوسیانات
آمونیم تیوسیانات (به انگلیسی: Ammonium thiocyanate) با فرمول شیمیایی NH۴SCN یک ترکیب شیمیایی با شناسه پاب‌کم ۶۸۵۷۸۸۳ است. که جرم مولی آن 76.122 g/mol می‌باشد. شکل ظاهری این ترکیب، بی‌رنگ بلورهای جامد است. در حرارت یا محیط های اسیدی تجزیه شده و مواد سمی یا به شدت سمی متصاعد می کند.